# Andreas Herber
Andreas Herber (* um 1530; beerdigt am 12. Mai 1614 in Kassel) war ein Bildhauer, Bildschnitzer, Steinmetz und Modelschnitzer der Spätrenaissance. Er gehörte der hessischen Bildhauerdynastie Herber an.

## Leben
Andreas Herber war ein Nachkomme von Johann Herber, der 1463 vom hessischen Landgrafen Ludwig I. als Werkmeister und Zimmermann angestellt wurde. 1551 wurde Andreas Herber als Bildschnitzer erstmals urkundlich erwähnt. Aus der ersten seiner insgesamt drei kinderreichen Ehen stammen zwei Söhne, die in seiner Werkstatt mitarbeiteten. Antonius Herber (* 1588; begraben 24. Oktober 1635) und Jorge Herber (* getauft 18. Oktober 1565; begraben am 1. Juli 1611) waren enge Mitarbeiter in der Künstlerwerkstatt von Andreas Herber. Andreas Herber verstarb in Kassel, wo er am 12. Mai 1614 beerdigt wurde.

## Werke
Andreas Herber schuf zahlreiche Grabdenkmäler. Bezeichnet wurden die Grabdenkmäler in der Netzer St.-Nicolaus-Kapelle mit der Signatur Andreas Herber, Bildhawer in Cassel. Zwei weitere Grabdenkmäler schuf er für das Schloss Waldeck und darüber hinaus für das Waldecker Grafengeschlecht ein monumentales Grabdenkmal in der Niederwildunger Kirche in Bad Wildungen.
Für die Lutherkirche in Kassel, die Kirchen in Kirchberg, Wichdorf,  Trendelburg, Hessisch-Oldenburg (Schauenburg) und Fischborn gestaltete er Grabdenkmäler, die mit dem Monogramm A.B. bezeichnet wurden. A.B. bedeutet als Signatur Andreas Bildschnitzer. Ein Brustbild in der Kasseler Altstädter Ratsstube von 1572 ist hingegen urkundlich erwähnt, aber nicht mehr erhalten. Zwei Epitaphe der Kasseler Brüderkirche stammen aus seiner Werkstatt. 1577 schuf er ein mit einem Monogramm gesichertes Wappen am Treppenturm im Schloss Waldeck. Zugewiesen werden können ihm die Wappen am Kasseler Zeughaus und die Büste des hessischen Landgrafens Wilhelm IV. in der Nische mit Karyatiden von 1583. Das Wappen am Elisabethhospital von 1587 in Kassel wurde ihm ebenfalls zugeschrieben. Das Renaissanceportal des Fritzlarer Hochzeitshauses stammt aus dem Jahr 1590. Für den Friedhof in Naumburg schuf er fünf urkundlich gesicherte Wappen.
Stilistisch lassen sich der Werkstatt Andreas Herbers Grabdenkmäler und ähnliche Monumente in Lauterbach, Schlitz, Fischborn, Büdingen u. a. O. zuschreiben. Die Todesdaten der Grabdenkmäler weisen seine Werke als Kunstwerke des letzten Drittels des 16. Jahrhunderts aus. Darüber hinaus fertigte er Holzmodelle für die Ofenplattenproduktion der hessischen landgräflichen Eisenhütte in Lippoldsberg.